# Kom, Helge Ande, du som tände
Kom, Helge Ande, du som tände är en kristen missionspsalm. Texten är skriven 1750 av Karl Heinrich von Bogatzky och översattes till svenska 1893 av Erik Nyström, samt bearbetades 1937.

## Publicerad i
- Den svenska psalmboken 1937, som nummer 243 under rubriken "Kyrkan och nådemedlen - 11. Mission".[1]